# Kazubiec (wzgórze)

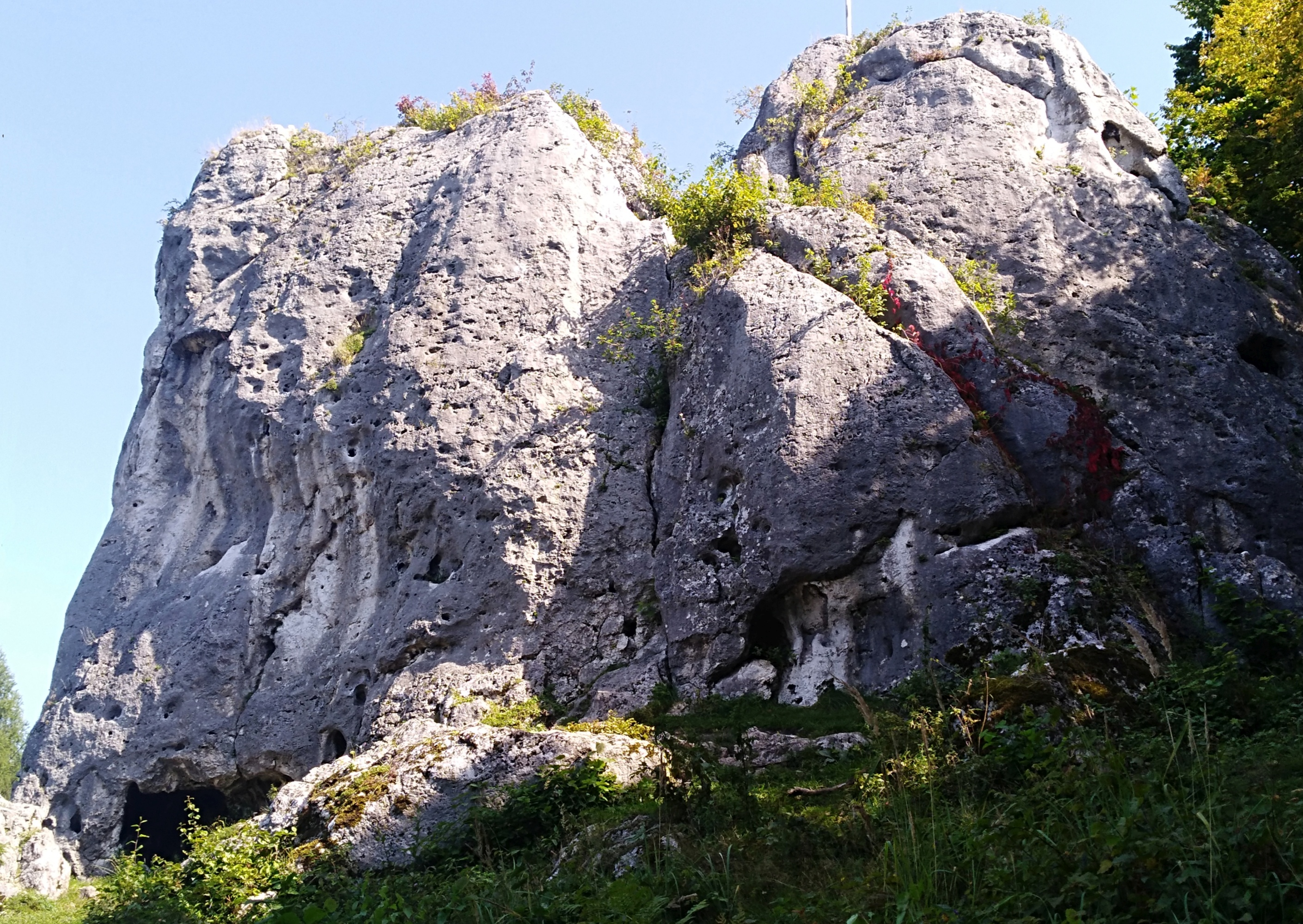
Skały na Wzgórzu Kazubiec

Kazubiec (361,5 m) – wzniesienie we wsi Trzebniów w województwie śląskim, w powiecie myszkowskim, w gminie Niegowa. Pod względem geograficznym znajduje się na Wyżynie Częstochowskiej. 
Kazubiec to w większości porośnięte lasem wzniesienie po wschodniej stronie drogi biegnącej od Trzebniowa do Ludwinowa. Bezleśna jest tylko część jego wschodnich i północno-zachodnich stoków, na których są łąki wsi Trzebniów. W szczytowych partiach bezleśnego północno-zachodniego stoku wznoszą się Skały na Wzgórzu będące obiektem wspinaczki skalnej. Na wzniesieniu są też inne, mniejsze skały i trzy jaskinie: Jaskinia Deszczowa w Kozubcu, Schronisko Górne w Kozubcu i Tunelik w Kozubcu. 